# Internationella fiberförkortningar
En internationell fiberförkortning är en förkortning som identifierar materialet fibern är tillverkad av.

## Förkortningar
Följande förkortningar används:
- Bomull - CO
- Elastan - EL
- Polyamid - PA
- Polyester - PES
- Polyuretan - PU
- Viskos - CV
- Nylon - N
- Rayon - R
- Ull - WO